# تاموری
تاموری (انگلیسی: Tamori؛ زادهٔ ۲۲ اوت ۱۹۴۵) مجری تلویزیون، ترانه‌سرا، آهنگساز، اهالی کسب‌وکار، نویسنده، خواننده، و بازیگر اهل ژاپن است. وی از سال ۱۹۷۵ میلادی تاکنون مشغول فعالیت بوده‌است.